# Jákup Frederik Øregaard
Jákup Frederik Øregaard (* 29. Juni 1906 in Leirvík, Färöer; † 6. März 1980 in Norðragøta) war ein färöischer Politiker der Sozialdemokraten (Javnaðarflokkurin).
Jákup Frederik Øregaard war der Sohn von Malena, geb. Hansen und Jacob Øregaard aus Leirvík. Verheiratet war er mit Helga Johild Sofía Christiansen aus Kvívík. Er war gelernter Kaufmann.
1940–1978 saß Øregaard im färöischen Parlament, dem Løgting, dessen Vorsitzender er 1946–1950, 1958–1963 und 1966–1978 war. In Gøta war er 1950–54 und 1958–1962 im Kommunalrat, dessen Vorsitzender (Bürgermeister) er 1960–62 war.
1969–72 war Øregaard Parteivorsitzender der färöischen Sozialdemokraten.